# L'Arroseur arrosé
L'Arroseur Arrosé (Brasil: O Regador Regado ) é um filme mudo em preto e branco de 1895 dirigido por Louis Lumière e estrelado por François Clerc e Benoît Duval. A produção de apenas 49 segundos é considerada como o primeiro filme de comédia da história, além de ter sido a primeira vez que foi feito uso de um filme para retratar uma história fictícia.

## Elenco
- François Clerc ... Jardineiro
- Benoît Duval ... Garoto